# Герб комуни Тумелілла
Герб комуни Тумелілла (швед. Tomelilla kommunvapen) — символ шведської адміністративно-територіальної одиниці місцевого самоврядування комуни Тумелілла. 

## Історія
Питання з гербом комуни Тумелілла тяглося ще від 1954 року. Були різні проекти. Спершу пропонувалося подати в гербі дикого кабана. Пізніше був варіант із статуєю у центрі міста, але він не відповідав геральдичним вимогам. Нарешті 2002 року герб було обрано і зареєстровано.

## Опис (блазон)
У червоному полі летить срібний шуліка з розгорнутими крильми в перев'яз зліва.

## Зміст
Шуліка є представником місцевої фауни.